# Адамовка (Погребищенский район)
Ада́мовка (укр. Ада́мівка) — село на Украине, находится в Погребищенском районе Винницкой области.
Код КОАТУУ — 0523480301. Население по переписи 2019 год составляет 120 человек. Почтовый индекс — 22261. Телефонный код — 4346.
Занимает площадь 0,399 км².
В том числе Адамовка является родиной таких деятелей как: В. Сытнюк, Е. Логвиненко

## Адрес местного совета
22261, Винницкая область, Погребищенский р-н, с. Адамовка, ул. Мира, 110